# こぐま座流星群
こぐま座流星群（Ursids）は12月17日から12月25日か26日まで約1週間続く流星群である。放射点はこぐま座β星の近くにある。

## 歴史
20世紀の初めに、ウィリアム・デニングが数年にわたって、こぐま座流星群の観測を行った。詳細な観測はチェコスロバキアの天文学者アントニーン・ベチュヴァーシュ (Antonín Bečvář) によって1945年に行われた。1970年代から現在までの観測により、タットル彗星が母天体とされている。